# 皇民黨事件
皇民黨事件，指竹下登競選日本首相時，日本皇民黨使用20輛裝有高音喇叭的街宣車進行惡搞，最终被金丸信叫停的事件。此次事件牽引出一系列政治醜聞，並最終使執政的自由民主黨與犯罪集團相勾結的醜聞暴露出來。